# Ottmar Mohring

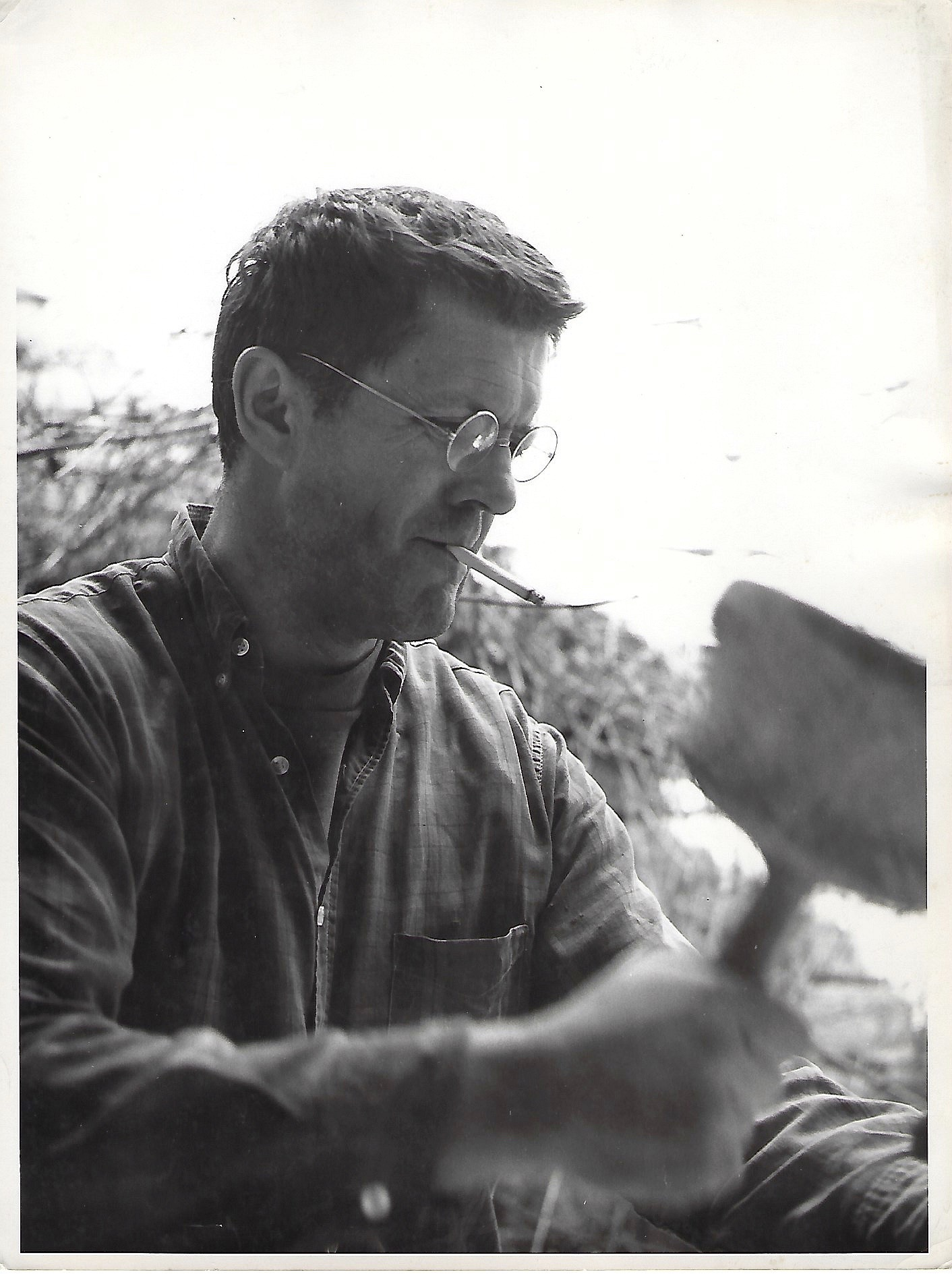
Ottmar Mohring

Ottmar Mohring (* 22. Februar 1935 in Stuttgart; † 7. Juni 2015 in Stuttgart)  Deutscher Künstler, Bildhauer und Maler.

## Leben
Vierzehnjährig begann Ottmar Mohring 1949 eine Bauschlosserlehre, die er nach kurzer Zeit abbrach. Er absolvierte eine Steinmetzlehre bei der Firma Lauster in Stuttgart-Bad Cannstatt. Daneben ließ er sich vom Steinbildhauer Gustav Wallkamp im Schriftzeichnen, Gipsgießen, Modellieren und anderen Techniken unterrichten.
Im Herbst 1952 ging er nach Zürich, um dort als Steinmetz Arbeit zu suchen.
Zurück in Stuttgart besuchte er für ein Semester die Akademie der Bildenden Künste, Stuttgart, in der Klasse von Professor Karl Hils.
Er verließ die Akademie, um in die USA auszuwandern. Dort betrieb er seine künstlerische Arbeit und verdiente seinen Lebensunterhalt mit verschiedenen Tätigkeiten in Chicago, Milwaukee, Kansas City, San Francisco und Detroit. Im Frühjahr 1959 lernte er in der Werkstatt des Bildhauers Adio Di Biccari in Boston.
Im Sommer 1959 ging er nach New York, wo er sesshaft wurde und sich von der Dazzle Sign Company zum Sign and Pictorial Painter ausbilden ließ. Der Maler und Freund Vincent Maddis vermittelte ihm Feinheiten des Schildermalens. Es entstand ein freundschaftlicher Kontakt zum ukrainisch-amerikanischen Bildhauer Alexander Archipenko.
Im Frühjahr 1961 arbeitete Mohring für drei Monate in Paris, bis 1962 dann in Bamberg. Dort lernte er den Kunsthistoriker und Sammler Franz Friedrich kennen.
Von 1963 an folgte ein weiterer fünfjähriger Aufenthalt in New York als Zeichner, Radierer, Maler und Bildhauer. Nebenher verdiente sich Mohring als Sign&Pictorial Painter seinen Lebensunterhalt. Er schloss die High School ab und wurde amerikanischer Staatsbürger.
Im Frühjahr 1968 ging er zurück nach Deutschland, wo er sich mit seiner Frau im großväterlichen Haus in Stuttgart-Mühlhausen niederließ und dort in seinem Atelier als Bildhauer, Maler und Zeichner arbeitete.
Im Jahr 1969 ließ er sich von dem befreundeten Stuttgarter Kupferdrucker Alexander Fries in die Techniken des Druckens von Radierungen einführen. Mohring übernahm 1975 eine der zwei Kupferdruckpressen von Alexander Fries.
In den Jahren 1971, 1975, 1980 hatte Mohring weitere künstlerische Aufenthalte in USA.
Ottmar Mohring starb 2015 in Stuttgart-Mühlhausen.

## Werk
Zu seinen zentralen Werken zählen die nach zunächst Ton-, Gips- und Bronzearbeiten von 1963 bis 1968 entstandene erste Steinplastik Figur VIII, sowie die Steinplastik Vegetativ I von 1969, deren Form als Prototyp zahlreicher späterer Arbeiten mit ovaler Grundform sowie unterschiedlichen Einkerbungen und Oberflächenbearbeitungen gilt. In der Werkreihe Vegetativ entstanden bis 1974 über 20 Skulpturen, die in der Grundkomposition ähnliche Werkreihe Cosmic brachte zwischen 1974 und 1983 knapp 40 weitere solcher Skulpturen hervor.
Mohrings Werk umfasst neben der Bildhauerei auch eine große Anzahl von Ölgemälden, Aquarellen, Zeichnungen und Radierungen. Diese bildeten oftmals die Vorstufe und Entwicklung zu den später angefertigten Skulpturen.
Mohrings Steinobjekte sind an zahlreichen Orten als Kunst im öffentlichen Raum zu finden, etwa in Berlin im Deutschen Bundestag (Cosmic VII), am Bismarckplatz in Stuttgart (Vegetativ XXI) in Stuttgart-Feuerbach im Rathaus (Cosmic VIII), im Wertwiesenpark in Heilbronn (Cosmic Connection), im Ministerium für Wissenschaft und Kunst des Landes Baden-Württemberg (Cosmic XXIV) und in Güglingen, um nur einige zu nennen.
Seit 1958 waren seine Werke bei Einzel- und Gruppenausstellungen ausgestellt. Eine umfassende Werkschau mit Arbeiten aus 30 Jahren (Arbeiten 1953–1983) fand 1983 in den städtischen Museen Heilbronn statt, eine Werkschau seiner Malerei (Gemälde 1956–1986) war 1986 in der Baden-Württembergischen Bank Heilbronn zu sehen und eine weitere umfassende Retrospektive (Skulpturen, Zeichnungen, Radierungen, 1953–1989) fand 1989 im Stuttgarter Hauptbahnhof statt.

### Werkreihen
- 1969–1975 Vegetativ 23 Skulpturen (Marmor, Holz und Bronze).
- 1974–1983 Cosmic, 41 Skulpturen (Marmor, Holz und Bronze).
- Ab 1983 Cosmic C (Cosmic Connection), ca. 40 Skulpturen (Marmor, Holz und Bronze).
- Ab 1992 Skulpturenreihe Vogelmotiv, ca. 60 weitere Plastiken (Marmor, Holz und Bronze).

### Galerie

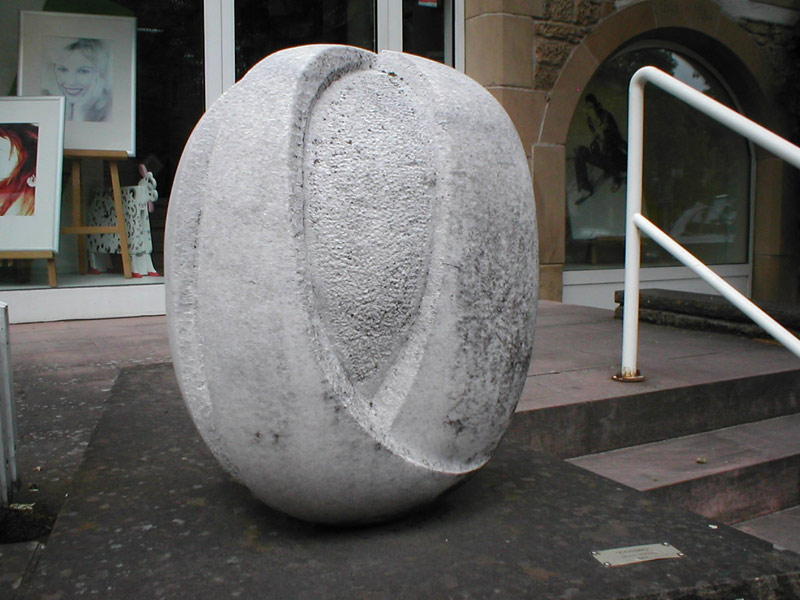
Cosmic, Güglingen (1984)[6] Adlereck/Zehntscheuer
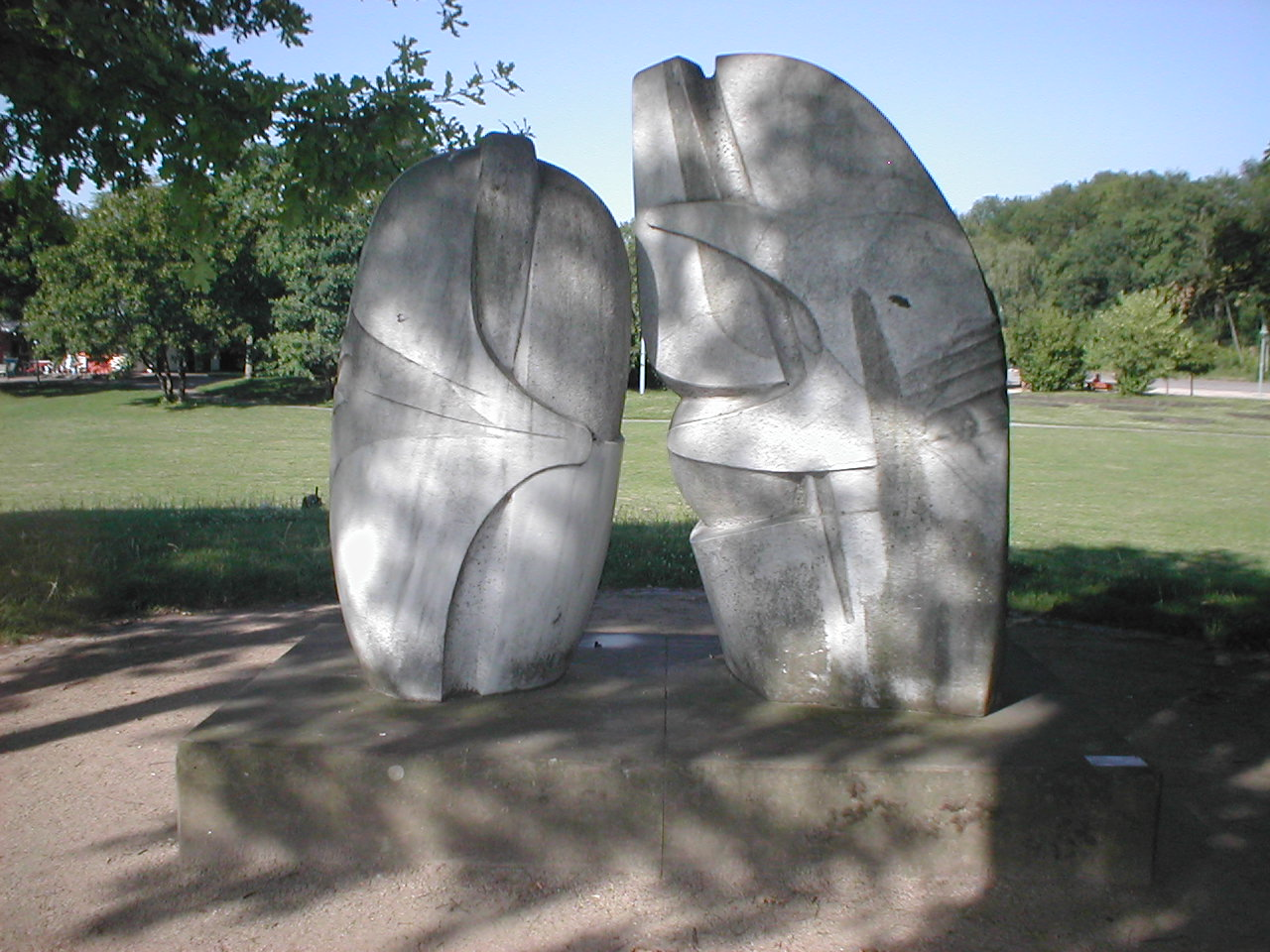
Cosmic Connection I, Wertwiesenpark Heilbronn (1985)
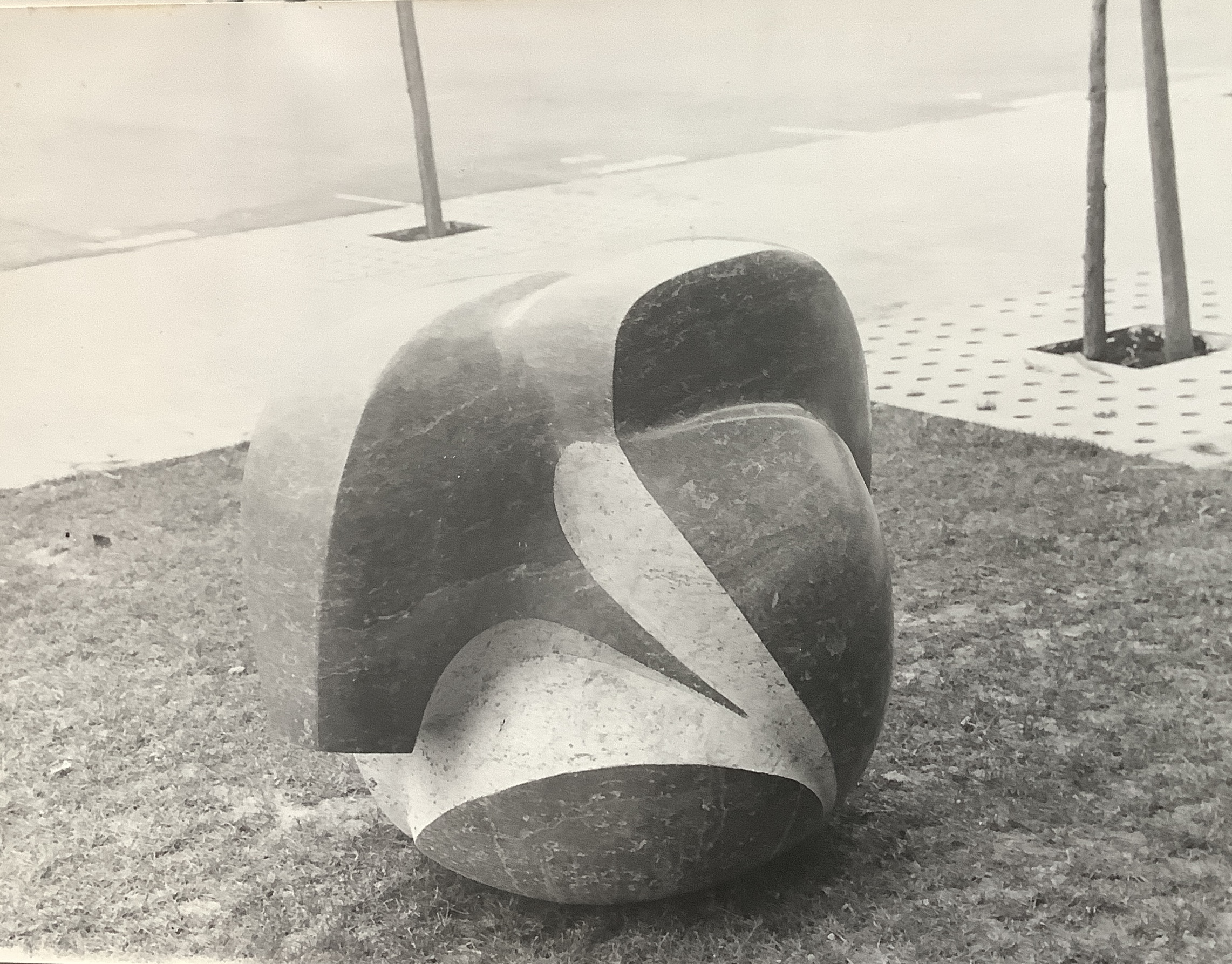
Vegetativ, Stadt Stuttgart (1971)

## Ehrungen und Auszeichnungen
- 2015 Staufermedaille[8] des Landes Baden-Württemberg für sein Lebenswerk

## Einzel- und Gruppenausstellungen (Auswahl)
- 1962 Internationaler Club, Bamberg
- 1963 Siemens, Erlangen
- Galerie Friedrichstraße, Erlangen
- 1976 Haus der Kunst   München
- 1979/80 Ausbildungszentrum Daimler Benz AG  Stuttgart-Untertürkheim
- 1980 Artroom Lengau Schweiz
- 1980 Bonn Center, Commerzbank Bonn, Bonn
- 1981 Landesmuseum Koblenz Koblenz
- 1982 Galerie Treffpunkt Kunst, A.&H. Schürch, Zürich, Schweiz
- 1983 Städtische Museen Heilbronn Heilbronn
- 1985 Galerie Treffpunkt Kunst, A.&H. Schürch, Zürich, Schweiz
- 1986 La Plaza, Basel, Schweiz
- 1987 Industrie und Kulturverein Nürnberg Nürnberg
- 1998 Stuttgarter Hauptbahnhof Stuttgart
- 1990 Städtische Museen Heilbronn, Heilbronn
- 1994 Elekluft, Bonn
- 1996 Stadtwerke Troisdorf Stadtwerke Troisdorf
- 1997 Landesmuseum Koblenz  Koblenz
- ab 2000 jährliche Ausstellungen im Stuttgarter Atelier

## Arbeiten in privaten und öffentlichen Sammlungen (Auswahl)
- Graphische Sammlung Bamberg, Bamberg
- Graphische Sammlung der Bayerischen Staatsbibliothek Bamberg
- Kunstverein Bamberg
- Cosmic VII, Bundestag Berlin, Berlin[9]
- Bundesministerium des Innern, Berlin
- dbb Forum Berlin
- Standortpresse Bonn
- Graphische Sammlung der Stadt Esslingen a.N.
- Hotel Linde, Esslingen-Berkheim
- Landesmuseum Koblenz
- Kulturmarkt Leingarten
- Museum Leingarten
- Museum Eltmann a. M.
- Baden-Württembergische Bank A.G. Heilbronn
- Raiffeisenbank Odelzhausen bei München
- Daimler Benz A.G.Stuttgart
- Kunstmuseum Stuttgart
- Galerie der Stadt Stuttgart
- Landesbank Baden-Württemberg, Stuttgart
- Sammlung Lütze II und III, Stuttgart
- Ministerium für Wissenschaft und Kunst, Stuttgart
- Staatsgalerie Stuttgart
- Sparkasse Ulm
- Volksbank Zuffenhausen
- Treffpunkt Kunst, Zürich
- Cosmic XVIII, Vegetativ XXI,  Stadt Stuttgart[10][11]
- Cosmic XVII, Städtische Museen Heilbronn[12]
- Cosmic XXXIII, Bürgerstiftung Güglingen, s. Adlereck/Zehntscheuer[13]